# Matigramma
Matigramma is een geslacht van vlinders van de familie spinneruilen (Erebidae), uit de onderfamilie Catocalinae.

## Soorten
- M. laena Grote, 1882
- M. metaleuca Hampson, 1913
- M. nitida Hampson, 1913
- M. perigeana Hampson, 1913
- M. psegmapteryx Dyar, 1913
- M. pulverilinea Grote, 1872
- M. rubrosuffusa Grote, 1882